# Ціна вбивства
Ціна вбивства (англ. Fatal Instinct) — американський трилер 1992 року.

## Сюжет
Детектив Кліфф Берден розслідує жорстоке вбивство магната. Підозрюваною у вбивстві стає Кетрін Меррімс, в яку Кліфф незабаром закохується. Кетрін настільки красива і загадкова, що заради неї можна не тільки загинути, але й вбити.

## У ролях
| Актор              | Роль                |
| ------------------ | ------------------- |
| Майкл Медсен       | Кліфф Берден        |
| Лаура Джонсон      | Кетрін Меррімс      |
| Ентоні Гамільтон   | Білл Хук            |
| Томмі Редмонд Гікс | капітан Мерітью     |
| Річард Форонджі    | Су Тарр             |
| Джоді Бредлі       | Алан                |
| Ян Мерлін Різман   | Розі                |
| Беррі Лоус         | бармен              |
| Робін Джеймсон     | Еллі Барретт        |
| Рік Джонсон        | тенісний інструктор |